# 荫余堂

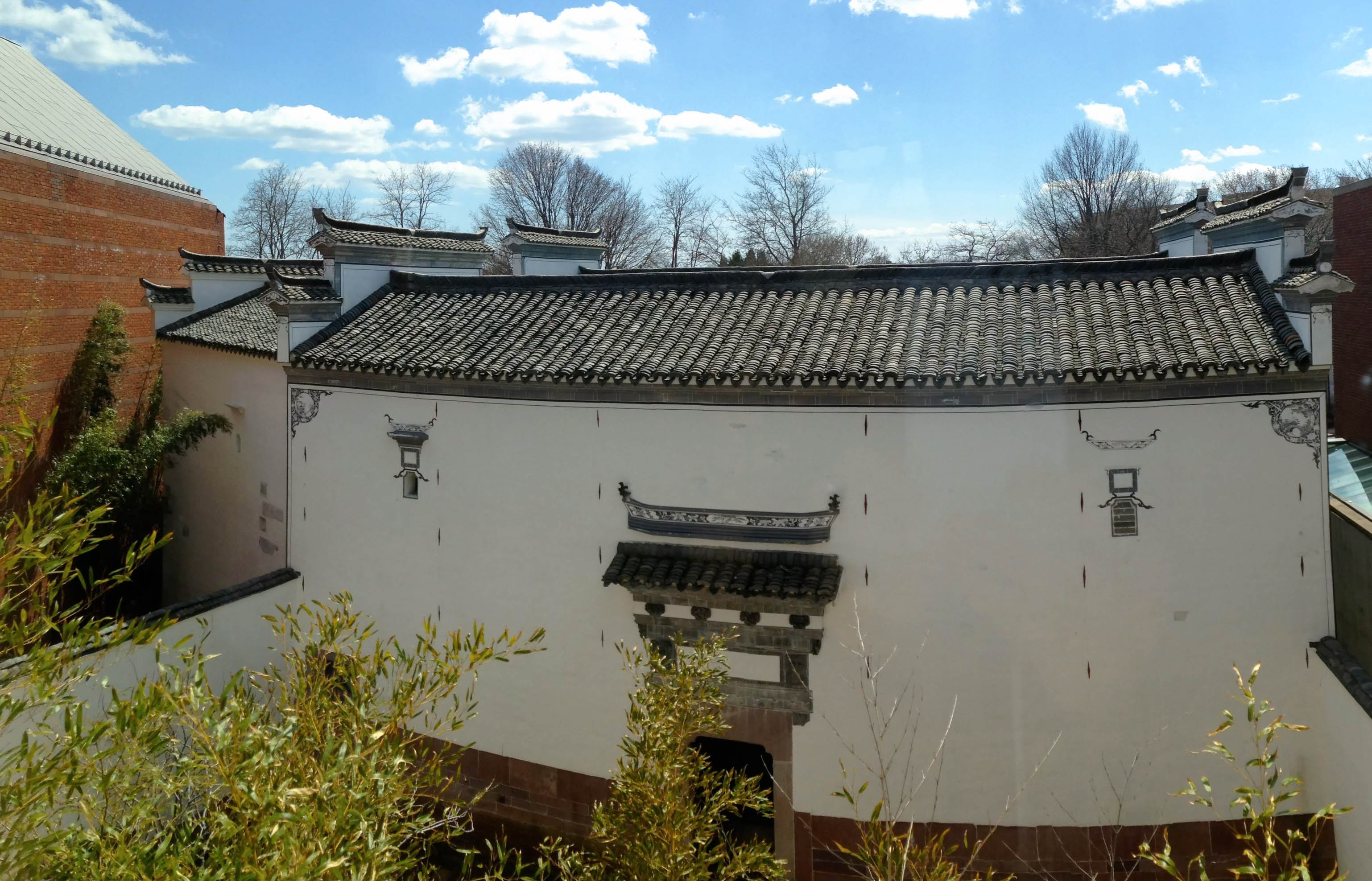
现位于碧波地·埃塞克斯博物馆的荫余堂

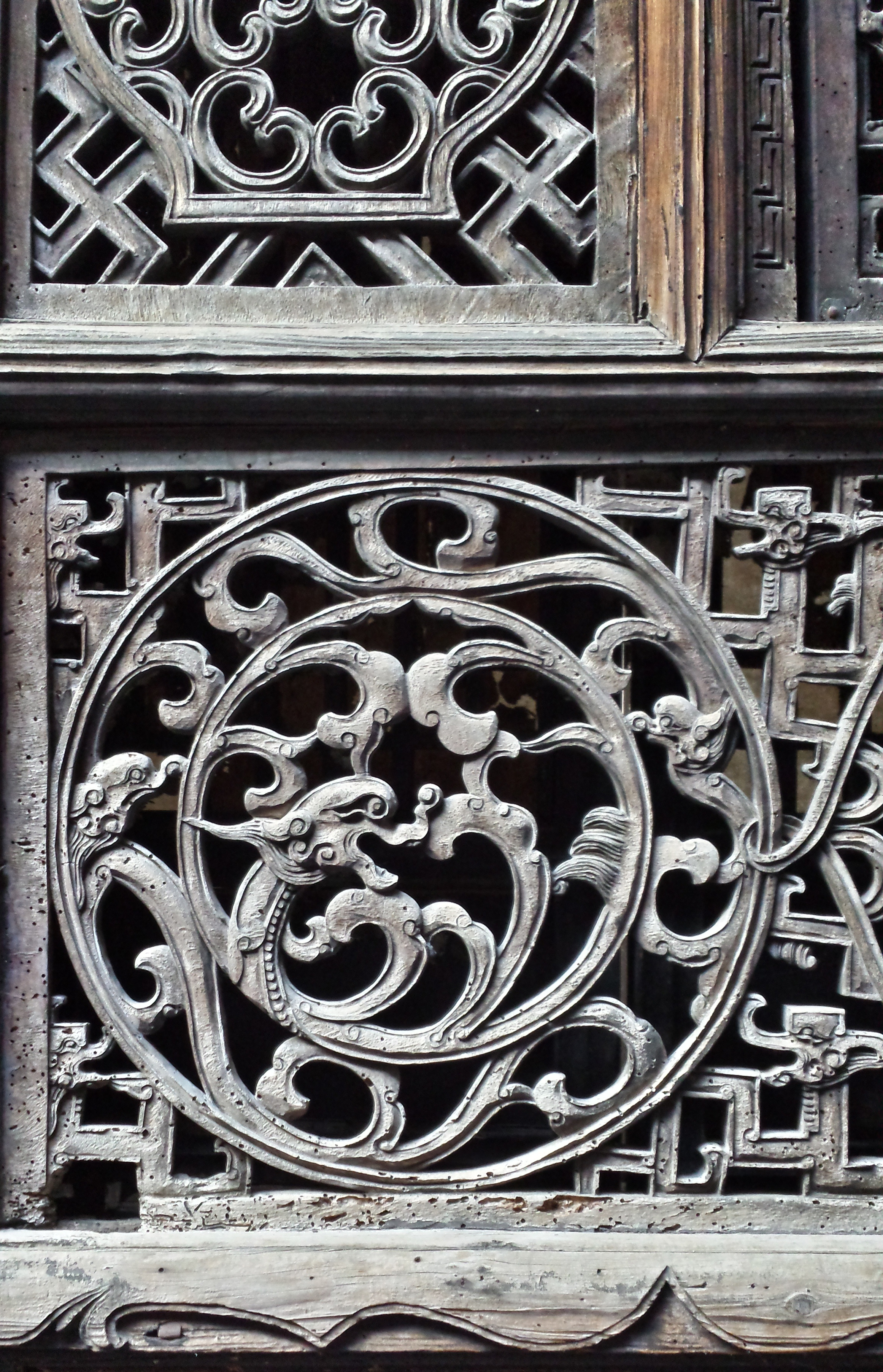
荫余堂底层的木雕镂窗

42°31′16.3″N 70°53′31.8″W / 42.521194°N 70.892167°W
荫余堂（英語：Yin Yu Tang House）是一栋18世纪晚期的徽派建筑，现位于美国马萨诸塞州塞勒姆的碧波地·埃塞克斯博物馆，也是目前北美唯一的中国传统建筑。
荫余堂原先坐落于皖南休宁县黄村，由一位黄姓商人所建。其占地4500平方英尺，是一栋四合五开间的两层砖木结构建筑。荫余堂共包括十六间卧房，以及中堂、贮藏室、天井、鱼池、马头墙等，是典型的徽派民居。曾有八代黄氏子孙在此居住。但因社会变迁，家族后代最终于1980年代中期后都离开了黄村，荫余堂也由此空置。1996年，美国学者白铃安（Nancy Berliner，后任碧波地·埃塞克斯博物馆中国艺术文化部主任）发现了这栋当时面临拆除的建筑。在与黄氏后代及政府部门协商并获批准之后，1997年底开始荫余堂被分装拆运至美国塞勒姆市的碧波地·埃塞克斯博物馆重建，并恢复了黄氏子孙最后在此居住时的原貌。2003年6月，荫余堂重建工程完工，正式对外开放。